# Avicularia caesia
Avicularia caesia is een spin uit de familie vogelspinnen (Theraphosidae) en lid van het geslacht Avicularia. Deze spin treft men voornamelijk aan in Puerto Rico.